# Levante (Spanien)

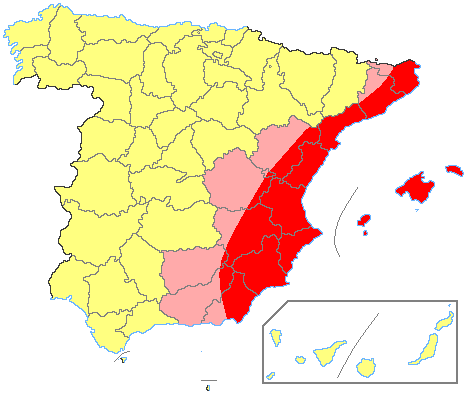
Spanische Levante

In Spanien bezeichnet der Begriff Levante (spanisch für die Himmelsrichtung „Osten“, abgeleitet vom Sonnenaufgang, von levantarse, „aufgehen“) die Ostküste der Iberischen Halbinsel und ihr Hinterland, besonders die Küstenlandschaften der früheren Königreiche Valencia und Murcia. Auf Katalanisch, dessen Varietäten in weiten Teilen der spanischen Levante gesprochen werden, lautet die Bezeichnung Llevant. Auch eine Gegend an der Ostküste Mallorcas wird Levante/Llevant genannt.